# My Life
My Life je druhé řadové album americké zpěvačky Mary J. Blige, které vyšlo 29. listopadu 1994.
Tato deska je jedna z nejosobnějších, zpěvačka se v textech zaměřuje na své problémy a reálně je popisuje svým posluchačům.
Japonská skladatelka Hikaru Utada dokonce prohlásila, že hned po prvním poslechu tohoto alba věděla, že bez něj nedokáže žít.

## Seznam písní
1. Intro
2. Mary Jane (All Night Long)
3. You Bring Me Joy
4. Marvin Interlude
5. I'm the Only Woman
6. K. Murray Interlude
7. My Life
8. You Gotta Believe
9. I Never Wanna Live Without You
10. I'm Going Down
11. My Life Interlude
12. Be With You
13. Mary's Joint
14. Don't Go
15. I Love You
16. No One Else
17. Be Happy
18. (You Make Me Feel Like A) Natural Woman

*Celosvětový prodej - 4,5 milionu kusů